# Yamaguchi (thành phố)

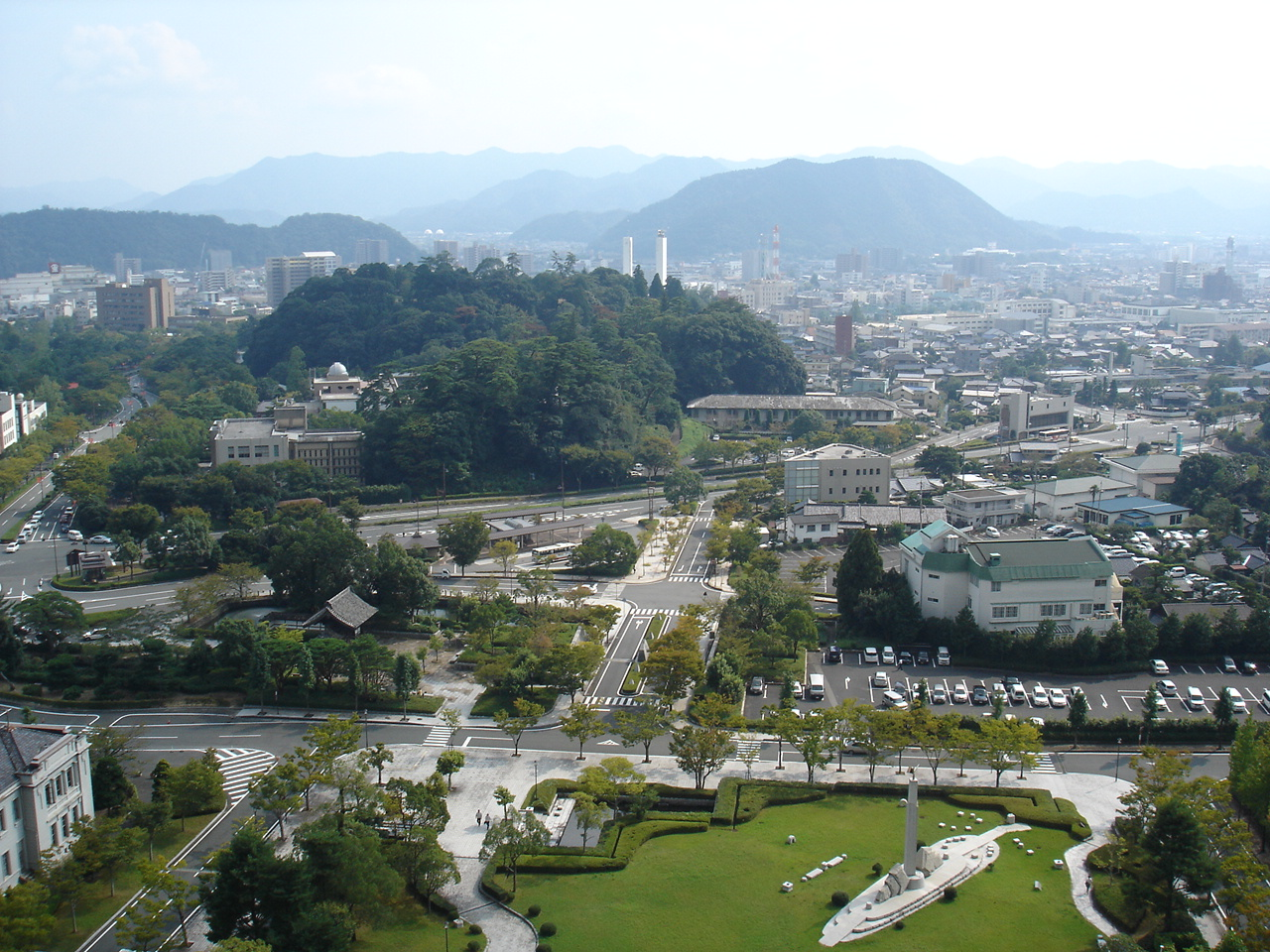
Downtown skyline

Yamaguchi (山口市 (Sơn Khẩu thị)) thành phố tỉnh lị của tỉnh Yamaguchi, Nhật Bản.